# Okan Buruk
Okan Buruk (Istanbul, 19 ottobre 1973) è un allenatore di calcio ed ex calciatore turco, di ruolo centrocampista, tecnico del Galatasaray.

## Biografia
È il fratello minore di Fuat Buruk.

## Caratteristiche tecniche
Preferiva giocare come esterno di destra di centrocampo, ma poteva anche adattarsi al centro e a sinistra. Abile soprattutto sull'esterno, si caratterizzava per il grande spirito di sacrificio.

## Carriera

### Club

#### Giocatore
Prodotto del settore giovanile del Galatasaray, militò nella prima squadra del club di Istanbul dal 1991 al 2001 e vinse 6 titoli nazionali, 4 Coppe di Turchia, una Coppa UEFA (nel 1999-2000) e una Supercoppa europea (nel 2000).
Nell'estate del 2001 fu prelevato dall'Inter a costo zero insieme al compagno di squadra Emre Belözoğlu, voluto dal nuovo allenatore dei nerazzurri, l'argentino Héctor Cúper. Con la compagine milanese giocò per tre anni. Nella prima stagione, conclusa al terzo posto in Serie A dopo la sconfitta-beffa contro la Lazio, giocò di rado, ottenendo 11 presenze in tutto, 3 delle quali in Coppa UEFA dove l'Inter fu eliminata in semifinale dal Feyenoord. Nella seconda stagione, anche a causa di qualche infortunio dei compagni, fu schierato con maggiore regolarità e collezionò il doppio delle presenze rispetto al primo, con anche due gol all'attivo, di cui uno con un colpo di testa all'Olimpico contro la Roma (2-2) il 16 novembre 2002. Nella terza stagione, contraddistinta dall'esonero di Cúper dall'avvento al suo posto di Alberto Zaccheroni, tornò stabilmente tra le riserve, non andando oltre le 9 presenze stagionali. Fuori dai piani tecnici dell'allenatore Roberto Mancini, scelto da Massimo Moratti per aprire un nuovo ciclo, Okan fu liberato a parametro zero.
Tornato in patria nel 2004, militò nel Beşiktaş per due stagioni con un buon rendimento prima di tornare al Galatasaray nel 2006. Nel 2008, alla scadenza del contratto, passò all'İstanbul Başakşehir, dove rimase sino al ritiro all'età di 37 anni, avvenuto al termine della stagione agonistica 2009-2010.

#### Allenatore
Al termine della carriera agonistica, l'ex centrocampista intraprende quella di allenatore, la cui prima esperienza è stata la conduzione tecnica della nazionale Under-19 turca tra il 2012 e il 2013, per poi essere nominato vice commissario tecnico della nazionale maggiore affiancando l'allora CT Abdullah Avcı nello stesso periodo. Tra il 2013 e il 2017, si cimenta in varie esperienze su panchine di squadre medio calibro come Elazığspor, Gaziantepspor, Sivasspor e Göztepe Spor Kulübü.
Per la stagione 2017-2018, viene ingaggiato dall'Akhisar Belediyespor, con cui il 10 maggio 2018 arriva la prima consacrazione da tecnico conducendo la squadra alla conquista della Coppa di Turchia, sconfiggendo in finale il ben più blasonato Fenerbahçe.
Dopo l'Akhisarspor, ha allenato il Çaykur Rizespor nella stagione 2018-2019, prima di diventare il nuovo tecnico dell'İstanbul Başakşehir la stagione successiva.
L'11 giugno 2020 arriva la seconda e definitiva consacrazione per Buruk, ovvero l'inaspettata conquista del primo titolo nazionale della storia del club, che ottiene così il privilegio di diventare il quarto club di Istanbul dopo Galatasaray, Fenerbahçe e Beşiktaş a fregiarsi di tale onorificenza.
A gennaio 2021, a causa di altalenanti e deludenti risultati che hanno trascinato la squadra in piena zona retrocessione, rescinde il contratto di comune accordo con la società.
Il 23 giugno 2022 viene ingaggiato dal Galatasaray, con cui ha totalizzato 264 presenze da giocatore. Conduce i giallorossi alla vittoria di due titoli nazionali di fila, stabilendo nel 2023-2024 il record di punti ottenuti in Süper Lig (102 in 38 giornate), e di una Supercoppa di Turchia.

### Nazionale
Ha giocato nella nazionale turca per quasi una ventina d'anni, debuttando nell'ottobre 1992 (quando aveva 19 anni) fino a giocare l'ultimo match, all'eta di 36 anni e mezzo nel maggio 2010. Durante la sua lunga carriera in nazionale, ha raggiunto il 3º posto al campionato del mondo 2002.

## Statistiche

### Presenze e reti nei club
Statistiche aggiornate al 17 maggio 2015.
| Stagione             | Squadra              | Campionato           | Campionato | Campionato | Coppe nazionali | Coppe nazionali | Coppe nazionali | Coppe continentali | Coppe continentali | Coppe continentali | Altre coppe | Altre coppe | Altre coppe | Totale | Totale |
| Stagione             | Squadra              | Comp                 | Pres       | Reti       | Comp            | Pres            | Reti            | Comp               | Pres               | Reti               | Comp        | Pres        | Reti        | Pres   | Reti   |
| -------------------- | -------------------- | -------------------- | ---------- | ---------- | --------------- | --------------- | --------------- | ------------------ | ------------------ | ------------------ | ----------- | ----------- | ----------- | ------ | ------ |
| 1991-1992            | Galatasaray          | SL                   | 1          | 2          | CT              | 0               | 0               |                    |                    |                    |             |             |             | 1      | 2      |
| 1992-1993            | Galatasaray          | SL                   | 15         | 0          | CT              | 0               | 0               | CU                 | 5                  | 0                  |             |             |             | 20     | 0      |
| 1993-1994            | Galatasaray          | SL                   | 2          | 0          | CT              | 0               | 0               | UCL                | 2                  | 0                  |             |             |             | 4      | 0      |
| 1994-1995            | Galatasaray          | SL                   | 20         | 0          | CT              | 0               | 0               | UCL                | 1                  | 0                  |             |             |             | 21     | 0      |
| 1995-1996            | Galatasaray          | SL                   | 28         | 1          | CT              | 0               | 0               |                    |                    |                    |             |             |             | 28     | 1      |
| 1996-1997            | Galatasaray          | SL                   | 16         | 3          | CT              | 0               | 0               | CdC                | 3                  | 0                  |             |             |             | 19     | 3      |
| 1997-1998            | Galatasaray          | SL                   | 24         | 5          | CT              | 0               | 0               | UCL                | 2                  | 0                  |             |             |             | 26     | 5      |
| 1998-1999            | Galatasaray          | SL                   | 28         | 11         | CT              | 0               | 0               | UCL                | 8                  | 1                  |             |             |             | 36     | 12     |
| 1999-2000            | Galatasaray          | SL                   | 28         | 8          | CT              | 0               | 0               | UCL+CU             | 8+7                | 2+1                |             |             |             | 43     | 11     |
| 2000-2001            | Galatasaray          | SL                   | 26         | 2          | CT              | 0               | 0               | UCL                | 13                 | 0                  | SU          | 1           | 0           | 40     | 2      |
| 2001-2002            | Inter                | A                    | 7          | 0          | CI              | 1               | 0               | CU                 | 3                  | 0                  | -           | -           | -           | 11     | 0      |
| 2002-2003            | Inter                | A                    | 15         | 2          | CI              | 0               | 0               | UCL                | 7                  | 0                  | -           | -           | -           | 22     | 2      |
| 2003-2004            | Inter                | A                    | 3          | 0          | CI              | 2               | 0               | UCL+CU             | 0+4                | 0                  | -           | -           | -           | 9      | 0      |
| Totale Inter         | Totale Inter         | Totale Inter         | 25         | 2          |                 | 3               | 0               |                    | 14                 | 0                  |             |             |             | 42     | 2      |
| 2004-2005            | Beşiktaş             | SL                   | 22         | 0          | CT              | 0               | 0               | CU                 | 4                  | 2                  |             |             |             | 26     | 2      |
| 2005-2006            | Beşiktaş             | SL                   | 21         | 1          | CT              | 0               | 0               | CU                 | 5                  | 1                  |             |             |             | 26     | 2      |
| Totale Beşiktaş      | Totale Beşiktaş      | Totale Beşiktaş      | 43         | 1          |                 | 0               | 0               |                    | 9                  | 3                  |             |             |             | 52     | 4      |
| 2006-2007            | Galatasaray          | SL                   | 15         | 1          | CT              | 0               | 0               | UCL                | 3                  | 1                  |             |             |             | 18     | 2      |
| 2007-2008            | Galatasaray          | SL                   | 4          | 1          | CT              | 2               | 0               | CU                 | 2                  | 0                  |             |             |             | 8      | 1      |
| Totale Galatasaray   | Totale Galatasaray   | Totale Galatasaray   | 207        | 34         |                 | 2               | 0               |                    | 54                 | 5                  |             | 1           | 0           | 264    | 39     |
| 2008-2009            | İstanbul B.B.        | SL                   | 17         | 0          | CT              | 1               | 0               |                    |                    |                    |             |             |             | 18     | 0      |
| 2009-2010            | İstanbul B.B.        | SL                   | 11         | 0          | CT              | 2               | 0               |                    |                    |                    |             |             |             | 13     | 0      |
| Totale İstanbul B.B. | Totale İstanbul B.B. | Totale İstanbul B.B. | 28         | 0          |                 | 3               | 0               |                    |                    |                    |             |             |             | 31     | 0      |
| Totale carriera      | Totale carriera      | Totale carriera      | 303        | 37         |                 | 8               | 0               |                    | 77                 | 5                  |             | 1           | 0           | 389    | 42     |

### Cronologia presenze e reti in nazionale
| Cronologia completa delle presenze e delle reti in nazionale ― Turchia | Cronologia completa delle presenze e delle reti in nazionale ― Turchia | Cronologia completa delle presenze e delle reti in nazionale ― Turchia | Cronologia completa delle presenze e delle reti in nazionale ― Turchia | Cronologia completa delle presenze e delle reti in nazionale ― Turchia | Cronologia completa delle presenze e delle reti in nazionale ― Turchia | Cronologia completa delle presenze e delle reti in nazionale ― Turchia | Cronologia completa delle presenze e delle reti in nazionale ― Turchia |
| Data                                                                   | Città                                                                  | In casa                                                                | Risultato                                                              | Ospiti                                                                 | Competizione                                                           | Reti                                                                   | Note                                                                   |
| ---------------------------------------------------------------------- | ---------------------------------------------------------------------- | ---------------------------------------------------------------------- | ---------------------------------------------------------------------- | ---------------------------------------------------------------------- | ---------------------------------------------------------------------- | ---------------------------------------------------------------------- | ---------------------------------------------------------------------- |
| 28-10-1992                                                             | Ankara                                                                 | Turchia                                                                | 4 – 1                                                                  | San Marino                                                             | Qual. Mondiali 1994                                                    | -                                                                      | 82’                                                                    |
| 22-4-1998                                                              | Mosca                                                                  | Russia                                                                 | 1 – 0                                                                  | Turchia                                                                | Amichevole                                                             | -                                                                      | 80’                                                                    |
| 5-9-1998                                                               | Istanbul                                                               | Turchia                                                                | 3 – 0                                                                  | Irlanda del Nord                                                       | Qual. Euro 2000                                                        | -                                                                      | 87’                                                                    |
| 14-10-1998                                                             | Istanbul                                                               | Turchia                                                                | 1 – 3                                                                  | Finlandia                                                              | Qual. Euro 2000                                                        | -                                                                      | 46’                                                                    |
| 27-3-1999                                                              | Istanbul                                                               | Turchia                                                                | 2 – 0                                                                  | Moldavia                                                               | Qual. Euro 2000                                                        | -                                                                      |                                                                        |
| 4-9-1999                                                               | Belfast                                                                | Irlanda del Nord                                                       | 0 – 3                                                                  | Turchia                                                                | Qual. Euro 2000                                                        | -                                                                      | 79’                                                                    |
| 8-9-1999                                                               | Chișinău                                                               | Moldavia                                                               | 1 – 1                                                                  | Turchia                                                                | Qual. Euro 2000                                                        | -                                                                      | 46’                                                                    |
| 9-10-1999                                                              | Monaco di Baviera                                                      | Germania                                                               | 0 – 0                                                                  | Turchia                                                                | Qual. Euro 2000                                                        | -                                                                      | 70’ 72’                                                                |
| 17-11-1999                                                             | Bursa                                                                  | Turchia                                                                | 0 – 0                                                                  | Irlanda                                                                | Qual. Euro 2000                                                        | -                                                                      | 83’                                                                    |
| 23-2-2000                                                              | Istanbul                                                               | Turchia                                                                | 0 – 2                                                                  | Norvegia                                                               | Amichevole                                                             | -                                                                      | 59’                                                                    |
| 11-6-2000                                                              | Arnhem                                                                 | Turchia                                                                | 1 – 2                                                                  | Italia                                                                 | Euro 2000 - 1º turno                                                   | 1                                                                      | 89’                                                                    |
| 15-6-2000                                                              | Eindhoven                                                              | Svezia                                                                 | 0 – 0                                                                  | Turchia                                                                | Euro 2000 - 1º turno                                                   | -                                                                      |                                                                        |
| 19-6-2000                                                              | Bruxelles                                                              | Turchia                                                                | 2 – 0                                                                  | Belgio                                                                 | Euro 2000 - 1º turno                                                   | -                                                                      | 77’                                                                    |
| 24-6-2000                                                              | Amsterdam                                                              | Portogallo                                                             | 2 – 0                                                                  | Turchia                                                                | Euro 2000 - Quarti di finale                                           | -                                                                      | 32’ 62’                                                                |
| 16-8-2000                                                              | Sarajevo                                                               | Bosnia ed Erzegovina                                                   | 2 – 0                                                                  | Turchia                                                                | Amichevole                                                             | -                                                                      |                                                                        |
| 2-9-2000                                                               | Istanbul                                                               | Turchia                                                                | 2 – 0                                                                  | Moldavia                                                               | Qual. Mondiali 2002                                                    | 1                                                                      | 60’                                                                    |
| 15-11-2000                                                             | Istanbul                                                               | Turchia                                                                | 0 – 4                                                                  | Francia                                                                | Amichevole                                                             | -                                                                      | 76’                                                                    |
| 24-3-2001                                                              | Istanbul                                                               | Turchia                                                                | 1 – 1                                                                  | Slovacchia                                                             | Qual. Mondiali 2002                                                    | -                                                                      | 79’                                                                    |
| 28-3-2001                                                              | Skopje                                                                 | Macedonia                                                              | 1 – 2                                                                  | Turchia                                                                | Qual. Mondiali 2002                                                    | -                                                                      | 63’ 83’                                                                |
| 2-6-2001                                                               | Istanbul                                                               | Turchia                                                                | 3 – 0                                                                  | Azerbaigian                                                            | Qual. Mondiali 2002                                                    | -                                                                      | 60’                                                                    |
| 6-6-2001                                                               | Istanbul                                                               | Turchia                                                                | 3 – 3                                                                  | Macedonia                                                              | Qual. Mondiali 2002                                                    | -                                                                      | 69’                                                                    |
| 15-8-2001                                                              | Oslo                                                                   | Norvegia                                                               | 1 – 1                                                                  | Turchia                                                                | Amichevole                                                             | -                                                                      | 30’ 39’                                                                |
| 6-10-2001                                                              | Chișinău                                                               | Moldavia                                                               | 0 – 3                                                                  | Turchia                                                                | Qual. Mondiali 2002                                                    | -                                                                      |                                                                        |
| 10-11-2001                                                             | Vienna                                                                 | Austria                                                                | 0 – 1                                                                  | Turchia                                                                | Qual. Mondiali 2002                                                    | 1                                                                      | 62’ 89’                                                                |
| 14-11-2001                                                             | Istanbul                                                               | Turchia                                                                | 5 – 0                                                                  | Austria                                                                | Qual. Mondiali 2002                                                    | 1                                                                      | 62’                                                                    |
| 23-5-2002                                                              | Hong Kong                                                              | Sudafrica                                                              | 2 – 0                                                                  | Turchia                                                                | Amichevole                                                             | -                                                                      | 46’                                                                    |
| 29-6-2002                                                              | Taegu                                                                  | Turchia                                                                | 3 – 2                                                                  | Corea del Sud                                                          | Mondiali 2002 - Finale 3º posto                                        | -                                                                      | 76’                                                                    |
| 21-8-2002                                                              | Trebisonda                                                             | Turchia                                                                | 3 – 0                                                                  | Georgia                                                                | Amichevole                                                             | -                                                                      | 46’                                                                    |
| 7-9-2002                                                               | Istanbul                                                               | Turchia                                                                | 3 – 0                                                                  | Slovacchia                                                             | Qual. Euro 2004                                                        | -                                                                      | 63’                                                                    |
| 12-10-2002                                                             | Skopje                                                                 | Macedonia                                                              | 1 – 2                                                                  | Turchia                                                                | Qual. Euro 2004                                                        | 1                                                                      | 82’                                                                    |
| 16-10-2002                                                             | Istanbul                                                               | Turchia                                                                | 5 – 0                                                                  | Liechtenstein                                                          | Qual. Euro 2004                                                        | 1                                                                      | 60’                                                                    |
| 20-11-2002                                                             | Pescara                                                                | Italia                                                                 | 1 – 1                                                                  | Turchia                                                                | Amichevole                                                             | -                                                                      | 61’                                                                    |
| 12-2-2003                                                              | Smirne                                                                 | Turchia                                                                | 0 – 0                                                                  | Ucraina                                                                | Amichevole                                                             | -                                                                      | 85’                                                                    |
| 2-4-2003                                                               | Sunderland                                                             | Inghilterra                                                            | 2 – 0                                                                  | Turchia                                                                | Qual. Euro 2004                                                        | -                                                                      | 34’ 59’                                                                |
| 30-4-2003                                                              | Teplice                                                                | Rep. Ceca                                                              | 4 – 0                                                                  | Turchia                                                                | Amichevole                                                             | -                                                                      | 32’ 46’                                                                |
| 7-6-2003                                                               | Bratislava                                                             | Slovacchia                                                             | 0 – 1                                                                  | Turchia                                                                | Qual. Euro 2004                                                        | -                                                                      | 52’ 58’                                                                |
| 20-8-2003                                                              | Ankara                                                                 | Turchia                                                                | 2 – 0                                                                  | Moldavia                                                               | Amichevole                                                             | -                                                                      | 34’ 46’                                                                |
| 6-9-2003                                                               | Vaduz                                                                  | Liechtenstein                                                          | 0 – 3                                                                  | Turchia                                                                | Qual. Euro 2004                                                        | 1                                                                      | 74’                                                                    |
| 9-9-2003                                                               | Dublino                                                                | Irlanda                                                                | 2 – 2                                                                  | Turchia                                                                | Amichevole                                                             | -                                                                      | 46’                                                                    |
| 11-10-2003                                                             | Istanbul                                                               | Turchia                                                                | 0 – 0                                                                  | Inghilterra                                                            | Qual. Euro 2004                                                        | -                                                                      | 68’                                                                    |
| 15-11-2003                                                             | Riga                                                                   | Lettonia                                                               | 1 – 0                                                                  | Turchia                                                                | Qual. Euro 2004                                                        | -                                                                      | 23’ 83’                                                                |
| 28-4-2004                                                              | Bruxelles                                                              | Belgio                                                                 | 2 – 3                                                                  | Turchia                                                                | Amichevole                                                             | -                                                                      | 60’                                                                    |
| 21-5-2004                                                              | Sydney                                                                 | Australia                                                              | 1 – 3                                                                  | Turchia                                                                | Amichevole                                                             | -                                                                      | 85’                                                                    |
| 24-5-2004                                                              | Melbourne                                                              | Australia                                                              | 0 – 1                                                                  | Turchia                                                                | Amichevole                                                             | -                                                                      | 46’                                                                    |
| 2-6-2004                                                               | Seul                                                                   | Corea del Sud                                                          | 0 – 1                                                                  | Turchia                                                                | Amichevole                                                             | -                                                                      | 66’ 90’                                                                |
| 5-6-2004                                                               | Taegu                                                                  | Corea del Sud                                                          | 2 – 1                                                                  | Turchia                                                                | Amichevole                                                             | -                                                                      | 59’                                                                    |
| 4-9-2004                                                               | Trebisonda                                                             | Turchia                                                                | 1 – 1                                                                  | Georgia                                                                | Qual. Mondiali 2006                                                    | -                                                                      | 83’                                                                    |
| 8-9-2004                                                               | Il Pireo                                                               | Grecia                                                                 | 0 – 0                                                                  | Turchia                                                                | Qual. Mondiali 2006                                                    | -                                                                      | 3’ 72’                                                                 |
| 13-10-2004                                                             | Copenaghen                                                             | Danimarca                                                              | 1 – 1                                                                  | Turchia                                                                | Qual. Mondiali 2006                                                    | -                                                                      |                                                                        |
| 17-11-2004                                                             | Istanbul                                                               | Turchia                                                                | 0 – 3                                                                  | Ucraina                                                                | Qual. Mondiali 2006                                                    | -                                                                      |                                                                        |
| 17-8-2005                                                              | Sofia                                                                  | Bulgaria                                                               | 3 – 1                                                                  | Turchia                                                                | Amichevole                                                             | -                                                                      | 78’                                                                    |
| 3-9-2005                                                               | Istanbul                                                               | Turchia                                                                | 2 – 2                                                                  | Danimarca                                                              | Qual. Mondiali 2006                                                    | 1                                                                      | 46’                                                                    |
| 7-9-2005                                                               | Kiev                                                                   | Ucraina                                                                | 0 – 1                                                                  | Turchia                                                                | Qual. Mondiali 2006                                                    | -                                                                      | 56’ 87’                                                                |
| 12-10-2005                                                             | Tirana                                                                 | Albania                                                                | 0 – 1                                                                  | Turchia                                                                | Qual. Mondiali 2006                                                    | -                                                                      | 46’                                                                    |
| 12-11-2005                                                             | Berna                                                                  | Svizzera                                                               | 2 – 0                                                                  | Turchia                                                                | Qual. Mondiali 2006                                                    | -                                                                      | 46’                                                                    |
| 22-5-2010                                                              | Harrison                                                               | Turchia                                                                | 2 – 1                                                                  | Rep. Ceca                                                              | Amichevole                                                             | -                                                                      | cap. 9’                                                                |
| Totale                                                                 |                                                                        | Presenze                                                               | 56                                                                     |                                                                        | Reti                                                                   | 8                                                                      |                                                                        |

### Statistiche da allenatore
Statistiche aggiornate al 18 maggio 2025. In grassetto le competizioni vinte.
| Stagione                    | Squadra                     | Campionato                  | Campionato | Campionato | Campionato | Campionato | Coppe nazionali | Coppe nazionali | Coppe nazionali | Coppe nazionali | Coppe nazionali | Coppe continentali | Coppe continentali | Coppe continentali | Coppe continentali | Coppe continentali | Altre coppe | Altre coppe | Altre coppe | Altre coppe | Altre coppe | Totale | Totale | Totale | Totale | % Vittorie | Piazzamento     |
| Stagione                    | Squadra                     | Comp                        | G          | V          | N          | P          | Comp            | G               | V               | N               | P               | Comp               | G                  | V                  | N                  | P                  | Comp        | G           | V           | N           | P           | G      | V      | N      | P      | %          | Piazzamento     |
| --------------------------- | --------------------------- | --------------------------- | ---------- | ---------- | ---------- | ---------- | --------------- | --------------- | --------------- | --------------- | --------------- | ------------------ | ------------------ | ------------------ | ------------------ | ------------------ | ----------- | ----------- | ----------- | ----------- | ----------- | ------ | ------ | ------ | ------ | ---------- | --------------- |
| ott. 2013-2014              | Elazığspor                  | SL                          | 25         | 9          | 2          | 14         | TK              | 8               | 3               | 3               | 2               | -                  | -                  | -                  | -                  | -                  | -           | -           | -           | -           | -           | 33     | 12     | 5      | 16     | 36,36      | Sub, 16° (ret.) |
| 2014-2015                   | Gaziantepspor               | SL                          | 34         | 11         | 7          | 16         | TK              | 8               | 4               | 2               | 2               | -                  | -                  | -                  | -                  | -                  | -           | -           | -           | -           | -           | 42     | 15     | 9      | 18     | 35,71      | 10°             |
| ott. 2015-feb. 2016         | Sivasspor                   | SL                          | 11         | 2          | 2          | 7          | TK              | 0               | 0               | 0               | 0               | -                  | -                  | -                  | -                  | -                  | -           | -           | -           | -           | -           | 11     | 2      | 2      | 7      | 18,18      | Sub, Eson       |
| 2016-mar. 2017              | Göztepe                     | 1.Lig                       | 25         | 11         | 7          | 7          | TK              | 8               | 4               | 0               | 4               | -                  | -                  | -                  | -                  | -                  | -           | -           | -           | -           | -           | 33     | 15     | 7      | 11     | 45,45      | Dim             |
| apr.-giu. 2017              | Akhisar Belediyespor        | SL                          | 9          | 7          | 0          | 2          | TK              | 1               | 0               | 0               | 1               | -                  | -                  | -                  | -                  | -                  | -           | -           | -           | -           | -           | 10     | 7      | 0      | 3      | 70,00      | Sub, 7°         |
| 2017-2018                   | Akhisar Belediyespor        | SL                          | 34         | 11         | 9          | 14         | TK              | 9               | 5               | 2               | 2               | -                  | -                  | -                  | -                  | -                  | -           | -           | -           | -           | -           | 43     | 16     | 11     | 16     | 37,21      | 11°             |
| Totale Akhisar Belediyespor | Totale Akhisar Belediyespor | Totale Akhisar Belediyespor | 43         | 18         | 9          | 16         |                 | 10              | 5               | 2               | 3               |                    | -                  | -                  | -                  | -                  |             | -           | -           | -           | -           | 53     | 23     | 11     | 19     | 43,40      |                 |
| set. 2018-2019              | Çaykur Rizespor             | SL                          | 28         | 9          | 11         | 8          | TK              | 4               | 2               | 1               | 1               | -                  | -                  | -                  | -                  | -                  | -           | -           | -           | -           | -           | 32     | 11     | 12     | 9      | 34,38      | Sub, 11°        |
| 2019-2020                   | İstanbul Başakşehir         | SL                          | 34         | 20         | 9          | 5          | TK              | 4               | 2               | 2               | 0               | UCL+UEL            | 2+10               | 0+5                | 0+1                | 2+4                | -           | -           | -           | -           | -           | 50     | 27     | 12     | 11     | 54,00      | 1°              |
| 2020-gen. 2021              | İstanbul Başakşehir         | SL                          | 20         | 6          | 6          | 8          | TK              | 2               | 2               | 0               | 0               | UCL                | 6                  | 1                  | 0                  | 5                  | ST          | 1           | 0           | 0           | 1           | 29     | 9      | 6      | 14     | 31,03      | Resc. cons.     |
| Totale Istanbul B. B.       | Totale Istanbul B. B.       | Totale Istanbul B. B.       | 54         | 26         | 15         | 13         |                 | 6               | 4               | 2               | 0               |                    | 18                 | 6                  | 1                  | 11                 |             | 1           | 0           | 0           | 1           | 79     | 36     | 18     | 25     | 45,57      |                 |
| 2022-2023                   | Galatasaray                 | SL                          | 36         | 28         | 4          | 4          | TK              | 5               | 4               | 0               | 1               | -                  | -                  | -                  | -                  | -                  | -           | -           | -           | -           | -           | 41     | 32     | 4      | 5      | 78,05      | 1°              |
| 2023-2024                   | Galatasaray                 | SL                          | 38         | 33         | 3          | 2          | TK              | 3               | 2               | 0               | 1               | UCL+UEL            | 12+2               | 6+1                | 3+0                | 3+1                | ST          | 1           | 1           | 0           | 0           | 56     | 43     | 6      | 7      | 76,79      | 1°              |
| 2024-2025                   | Galatasaray                 | SL                          | 36         | 30         | 5          | 1          | TK              | 6               | 4               | 2               | 0               | UCL+UEL            | 2+10               | 0+3                | 0+5                | 2+2                | ST          | 1           | 0           | 0           | 1           | 55     | 37     | 12     | 6      | 67,27      | 1°              |
| Totale Galatasaray          | Totale Galatasaray          | Totale Galatasaray          | 110        | 91         | 12         | 7          |                 | 14              | 10              | 2               | 2               |                    | 26                 | 10                 | 8                  | 8                  |             | 2           | 1           | 0           | 1           | 152    | 112    | 22     | 18     | 73,68      |                 |
| Totale Carriera             | Totale Carriera             | Totale Carriera             | 330        | 177        | 65         | 88         |                 | 58              | 32              | 12              | 14              |                    | 44                 | 16                 | 9                  | 19                 |             | 3           | 1           | 0           | 2           | 435    | 226    | 86     | 123    | 51,95      |                 |

## Palmarès

### Giocatore

#### Competizioni nazionali
- Campionato turco: 6

Galatasaray: 1992-1993, 1993-1994, 1996-1997, 1997-1998, 1998-1999, 1999-2000
- Coppa di Turchia: 4

Galatasaray: 1992-1993, 1995-1996, 1998-1999, 1999-2000

#### Competizioni internazionali
- Coppa UEFA: 1

Galatasaray: 1999-2000
- Supercoppa UEFA: 1

Galatasaray: 2000

### Allenatore
- Coppa di Turchia: 2

Akhisar Belediyespor: 2017-2018
Galatasaray: 2024-2025
- Campionato turco: 4

Basaksehir: 2019-2020
Galatasaray: 2022-2023, 2023-2024, 2024-2025
- Supercoppa di Turchia: 1

Galatasaray: 2023